# ADN polimerase epsilon
A ADN polimerase epsilon ou Pol ε é uma enzima membro da família das ADN polimerases. É composta pelas seguintes quatro subunidades: POLE (unidade catalítica central), POLE2 (subunidade 2), POLE3  (subunidade 3) e POLE4 (subunidade 4). Evidências recentes indicam que intervém na replicação do ADN eucariota na qual exerce um papel menor, e está envolvida no reparo de erros que realiza durante a replicação da fibra guia.